# José Montaury
José Montaury de Aguiar Leitão (Rio de Janeiro, 1858 — Porto Alegre, 28 de setembro de 1939) foi um engenheiro e político brasileiro. Foi prefeito de Porto Alegre durante 27 anos (1897-1924).

## Biografia
Montaury graduou-se em engenharia pela Escola Politécnica. Trabalhou como funcionário federal da Comissão de Terras e Estabelecimento de Imigrantes no Rio Grande do Sul, um cargo que lhe possibilitou conhecer vários municípios gaúchos.
Montaury foi o primeiro intendente (prefeito) de Porto Alegre eleito através do voto direto; na época, o voto não era secreto e as mulheres não podiam votar. O número de votantes não chegava a 10% da população do município. A eleição ocorreu em 28 de setembro de 1896 e do total de 6.073 eleitores habilitados, 2.400 compareceram às 31 seções de votação. Deste total, apenas sete votos foram computados contra o candidato do PRR (Partido Republicano Riograndense). Montaury, que trabalhava em comissão de demarcação de terras, nem estava em Porto Alegre, chegando a adiar a data da posse.
Como homem de confiança de Júlio de Castilhos, chefe supremo do partido, Montaury concorreu como candidato único e reelegeu-se ainda outras seis vezes, sendo que apenas em duas eleições enfrentou opositores. No entanto, tais eleições foram fraudadas por Montaury e o partido. Governou a capital gaúcha por 27 anos. Quando assumiu o cargo, em 15 de março de 1897, Porto Alegre tinha uma população de 64 mil habitantes; quando deixou suas funções, em 15 de outubro de 1924, a cidade contava com 160 mil habitantes.
Montaury, já em seu primeiro mandato, em 1898, criou a Assistência Pública Municipal, tornando Porto Alegre a primeira cidade do Brasil a implantar o serviço de primeiros-socorros. A primeira rede de esgotos da capital também foi construída em seu governo (como resultado, a mortalidade infantil caiu de 32,2% para 17,9%). Inaugurou o Paço Municipal em 1901, adquiriu a Companhia Hidráulica Guaibense, estatizando o abastecimento de água, e criou a Usina Municipal para melhorar a iluminação de Porto Alegre.
A pavimentação, construção da vias largas e arborização também foram medidas tomadas pelo prefeito, que encomendou em 1910 um projeto de melhoramentos da cidade ao arquiteto João Moreira Maciel. O Plano Maciel, apresentado em 1914, buscava a abertura de avenidas largas, principalmente no centro da cidade, visando atender exigências da higiene e da estética.
Seu longo mandato lhe valeu o apelido de "eterno intendente". Em 1923, ocorreu uma mudança na Lei Orgânica de Porto Alegre e a reeleição foi proibida. Em 1924, deixou a prefeitura e foi substituído por Otávio Rocha, que também fazia parte do PRR. Montaury nunca se casou e quando morreu, em 1939, era um homem pobre: investira seus recursos com jovens abandonados, criando aulas de música e a "Bandinha do Dr. Montaury".